# 被虐のノエル
『被虐のノエル』（ひぎゃくのノエル）は、カナヲによる日本のアドベンチャーゲームシリーズである。ブラウザゲーム配信サイト「ゲームマガジン」およびiOS/Android用アプリ「ゲーマガ」にてかつて連載していた。

## 概要
手足を失った少女ノエルと、大悪魔カロンのコンビの活躍を描いた、伝奇アドベンチャーゲーム。
1章あたりのプレイ時間はおよそ2時間～3時間。 
アドベンチャーゲームとしてオーソドックスな内容であり、2Dマップを探索したり、登場人物との会話やイベントなどを経ることでストーリーが進行する。プレイヤーは主にノエルを操作して物語を進めていくことになるが、戦闘が必要な場面では操作がカロンに切り替わり、障害を突破しながらゲームを進めていく。
Season FINAL後編まで公開されており、シナリオの大まかな分類は、Season 1～3が「バロウズ編」、Season 4～7が「ジリアン編」、Season 8～11が「OCT編」、Season 12～が「最終決戦編」となっている。  
2020年4月14日に家庭用ゲーム機向けリメイク版発売の情報が発表され、2022年2月10日にNintendo Switch版が発売することが発表、発売された。2022年6月8日にPlayStation 4版、2022年7月26日にXbox One、PC（Microsoft Store）版が発売された。グラフィックの差分追加やリファイン、操作性向上が行われ、シナリオはSeason 1～7までと新規の「Season 3.5」を収録、新たに追加されるオープニングムービーは『殺戮の天使』作者の真田まことが監修し「カゲロウプロジェクト」を手掛けるじんが制作したボーカル曲がBGMに用いられている。
2023年にsteam版へ移行となった。

## ストーリー
Season 1 - mortal revenger（2016年4月14日18時配信）
ピアノの名門の出でプライドの高い少女ノエルはコンクールの優勝を確信していたが、選ばれたのは親友ジリアン。ショックのあまり会場を飛び出したノエルの前に、市長バロウズが現れる。失意のノエルは市長バロウズに「人生を変えたくば」と悪魔の召喚を持ちかけられるが、これはバロウズの罠だった。
ノエルは言われるがまま大悪魔カロンを召喚するが、悪魔との契約には大きな「代償」が必要だということを知らず、望まずして四肢を奪われてしまう。カロンもまた、すべてはバロウズの仕組んだことであり、己もまた利用されたと知る。瀕死のノエルの「助けて」というつぶやきを第二の願いとして彼女を救出し、ノエルにバロウズへの復讐を提案する。
市長の裏の顔を知ったノエルは追われる身となり、市長の配下の魔人ボマーによって親友ジリアンまで人質に取られてしまう。ノエルは己の運命に悩み苦しみながらも、ジリアンを救出するためボマーとの戦いに臨み、復讐者として生きることを決意する。
Season 2 - blind devotion（6月16日20時配信）
カロンと正式な契約を交わしたノエルは、スラムの空き家に身を隠しバロウズを失墜させる作戦を立てる。二人はバロウズの不正の証拠を探すべく海運会社アクエリアスへの潜入を試みるが、そこで待っていたのはバロウズの秘書であり、ノエルがカロンと契約するように仕向けた張本人、シビラだった。
シビラによって海底迷宮に閉じ込められ、絶体絶命のノエルは無力な自分を追い詰めるが、今まで契約でしか力を貸してくれなかったカロンとの絆が徐々に芽生え、二人は少しずつ相棒としてのチームワークを見せ始める。
海底迷宮を脱出し、シビラを追い詰めるノエル達。そこで重傷を追ったシビラによって、バロウズとカロンの過去に何らかの深い繋がりがあることが明かされる。困惑するノエルと俯くカロンだったが、そこにシーザーと名乗る大悪魔を伴ったバロウズが現れ、ノエルとカロンは撤退を余儀なくされるのだった。
Season 3 - bury the past（8月28日20時配信）
ノエル達は謎の大悪魔シーザーの猛攻から命からがら逃げ延びるも、ノエルは自分がテロリストとして指名手配の身となったことを知る。ノエルは逃亡の道すがら、カロンにバロウズとの過去について聞くこととなる。
市長になる前、若きバロウズは過去にカロンを召喚し、自分の用心棒を頼んだ。その代償は「市長になった後の、市長としての人生の破滅」。行動を共にするうち、バロウズはカロンの導きによって冷血で手段を選ばないやり口を身に着けていく。そしてついには現職の市長である父を殺害。見事市長となったバロウズは他人を利用し、自分の望みを悪魔に叶えさせる「スケープゴート契約」を始める。カロンとの契約の代償に徹底的に抗う道を選んだバロウズはカロンと決別し、カロンもまたバロウズの前から姿を消すのだった。
ノエル達はシーザーほどの大悪魔の召喚儀式をしたなら痕跡が残るだろうと、旧市議会議事堂に乗り込む。勘付いてやってきたバロウズとシーザーを見事迎え撃ち、バロウズを追い詰めるが、あと一歩のところでノエル達の前に現れたのはシーザーの契約者となった親友ジリアンだった。
Season 3.5

Season 4 - falling flight（11月30日20時配信）
シーザーの契約者がジリアンと知り、ノエルは大きなショックを受けたまま市内に潜伏していた。そんな時、ノエルたちの隠れ家に警官隊が突入してくる。それを率いる警察官オスカーは、かつて戦った魔人ボマーの実の兄だった。オスカーは唯一残された家族である弟と戦い、正しい道へ戻すために正義の魔人リッパーとなったが、肝心の弟は突然現れたノエル達に倒されすでに投獄の身。行きどころのない正義を抱え二人に挑みかかる。
激戦の後追い詰められたオスカーは”堕天”し、ノエル達を圧倒。しかしオスカーとの戦いの中で己を見つめ、復讐への意思をより固くしたノエルもまた堕天し、カロンと同じ鎖の力でオスカーに勝利する。
オスカーは正義の魔人を名乗りながら、弟のことに専念するあまりバロウズの不正を感じつつも見て見ぬふりをしていた。冷静さを取り戻したオスカーに全ての元凶バロウズへの復讐の協力を請うが、オスカーは突如現れたシーザーに胸を貫かれ、既に満身創痍だったカロンも連れ去られてしまう。
去っていくジリアン達の傍らには、オスカーをここまで育て上げた恩人であったはずの、警察管理官ジーノの姿もあった。
Season 5- revolt in the fire（2017年3月31日20時配信）
カロンを連れ去られ一人途方に暮れるノエルに、瀕死のオスカーは魔人ボマーこと弟フーゴを頼れと地図とカードキーを託した。ノエルは刑務所に潜入してフーゴと接触し、救出と引き換えに協力を得ることに成功する。
かつてボマーと戦った製鉄所には、頭脳派のパイソン、粗暴な少女トード、根暗な毒使いスラッグらをはじめボマーを慕う者たちが集結していた。パイソンのようなかつてバロウズの敵だった元マフィアの一派も多数おり、彼らとともにカロン奪還作戦が開始されることとなる。
ノエル達は警備員やマフィアの残党、ジーノたちの猛攻をくぐりぬけ、カロンの囚われた海蝕洞窟の深部へ辿り着いた。カロンを奪えば憧れていた昔のノエルに戻る、そう思っていたジリアンは取り乱しシーザーをけしかけるが、堕天の力を使いこなしたノエルとカロンに敗れる。
ジーノによってフーゴたち兄弟の敵もまたバロウズであることが知らされ、フーゴとノエルは正式に協力関係となる。その一方でジリアンには、ある兆候が現れ始めていた。
Season 6 - million gamble（8月13日20時配信）
ノエルは仲間たちとともに、製鉄所で新たな作戦を立てていた。バロウズが警備を雇うための資金源であり、マネーロンダリングの温床となっているカジノ「ミスティ」を潰すため、ノエルたちはカジノをイカサマで破綻させることを画策する。
カジノの裏方に潜入したカロンの援護のもとチップを稼ぎ、よりレートの高いVIPルームにノエルを一人送り出す。だがその動きは全てジーノらに読まれており、フーゴたちはカジノ内で分断され、ノエルはカロンの音声サポートのみを味方にカジノオーナーである魔女マダム・コフィンと命懸けの勝負を行うこととなる。
ノエルはプレッシャーをかけられ一方的にチップを減らしていくが、カロンの機転によって流れは逆転。コフィンはバロウズへの最後の義理を果たすため、カジノを燃やすことを決める。
仲間を得て変化したフーゴとオスカー、自分一人を信じ続けたジーノとコフィン。ジーノは敗北したコフィンを責め、二人は最後の勝負をする。
Season 7 - end of the paranoid（12月10日19時配信）
資金源のカジノ「ミスティ」の焼失、火災現場で消息を絶った警察管理官、機動隊隊長が魔人であったといった相次ぐスキャンダルでラプラス市警察は目に見えて弱体化していた。度重なる悪魔がらみの事件に国から特殊部隊派遣の噂もあり、今が攻め時と見たノエルたちは、ピアノホールの式典にてバロウズを襲撃することを決める。式典はこの復讐劇のすべての始まり。ノエルの心中は複雑だった。
決戦前夜、街中を歩く途中でノエルはジリアンと出会い、二人はかつての日々を思い出しながら共に歩き出す。ノエルと語り合ったジリアンは、ノエルを全力で迎え撃つ決意を固め、決戦当日にバロウズを守る最後の砦として、シーザーと共に立ちはだかる。
ノエルとカロンはシーザーを撃破するが、ノエルの心がかつて憧れた頃と変わっていないと知ったジリアンが、ノエルを応援したいと契約を放棄したことを切掛に、シーザーの拘束が完全に解け、代償にジリアンは五感の全てを失ってしまう。だがシーザーは、ジリアンを想うノエルの意思の強さを見て、自身の消滅を厭わずに契約者の本当の願いを叶えることを決める。
遂にノエルはバロウズを追い詰め、一撃を与えることに成功するが、バロウズはカロンとの契約の代償を踏み倒して得た、魔人としての圧倒的な力を見せつけ、ノエルは重傷を負って敗北する。
Season 8 - red eyes awaken（2018年6月29日配信）
バロウズに敗北したノエル達。ノエルとカロンは仲間たちとはぐれ、市から離れた山中に潜伏し、二ヶ月をかけノエルの傷を癒やしていた。カロンは自らの無力さを痛感し、大悪魔のあり方を疑問に思いだす。
一方で残されたフーゴたちは、バロウズが市に受け入れたOCTに追跡され、部隊長リベリオ率いる部隊に苦戦し、オスカーが捕らえられてしまう。実は魔人であったリベリオは、人型の大悪魔スピカと共にオスカーを拷問し、僅かな情報からノエルらの潜伏地を突き止めてしまう。リベリオに捕らえられたノエルは彼の説得を受け、戦いを続けることを迷うようになるが、他方、カロンは別の監禁場所でスピカとの会話を機に決意を新たにする。自力での脱出と、ノエル・オスカーとの合流に成功したカロンは、ラプラス市にはバロウズの弱点となる隠された秘密があると気付き、ノエルの道を切り拓くことを約束する。
一行はラプラス市に続く検問を襲撃し、自らの真のあり方を確立したカロンは「慧眼の大悪魔」として覚醒し、検問の突破に成功する。
Season 9 - burn your name（12月21日20時配信）
OCTの襲撃を受けて一ヶ月、フーゴ達は市内にバラバラに潜伏していた。ノエル達の帰還を新聞を通じて知ったフーゴ達は、OCTの目を盗み密かに集結することに成功する。
ところがそれは全て、OCTラプラス特別対策部隊の総隊長ドラットンの罠であった。フーゴ達は巧みな誘導で包囲を受け地下街に追い詰められた挙句、フーゴを庇ったスラッグが重症を負ってしまう。さらに地下に送り込まれたリベリオとスピカが彼らを追い詰め、絶体絶命の状況に立たされたフーゴは、仲間の命を天秤にかけ服従を迫るスピカに従おうとする。しかしそこでスラッグが「自分達の面倒なんか見なくていい」と声を荒げ、彼の喝で我を取り戻したフーゴは、一瞬の隙を突いて2人から逃れることに成功するのだった。
しかし崩壊寸前の地下街でとうとうスラッグが限界を迎えてしまう。だがそこに遂にノエル達が助けに現れる。彼女達をそこまで導いたのは、フーゴの熱量に惹かれ集まったチンピラ達だった。フーゴ達は全員の力を合わせてOCTを退け、念願の再結集を果たす。
Season 10 - secret of lhaplus（2019年7月13日19時配信）
再結集を果たしたノエル達は、海運会社アクエリアス地下の海底迷宮に身を潜め、ラプラスに眠る秘密について調査を進めていた。しかしバロウズは先手を打ち、すでに秘密に関わる人物の殆どを始末していた。
そこに突然届いたメッセージ。それは唯一バロウズの手を逃れた人物、運命の魔女コフィン・ネリスからの、彼女の全てを賭けた「最初で最後のビッグゲーム」への招待状であった。
豪華客船の上に集められた参加者達。その中には彼女を始末しに来たバロウズの姿もあった。船上にコフィンの声が響きゲームのルールが明かされるが、それは「船に仕掛けられた爆弾の作動を阻止せよ」という残虐なものだった。仲間と共にゲームに勝利したノエルはコフィンのもとに案内されたが、バロウズ、ジーノ、ドラットン、ルーチェ、その他の殺し屋達が個別の思惑から乱入する。戦いの中でコフィンはゲームを開いた真相を、自由を取り戻すエゴのためにゲームを挑んだことをノエル達に告げ、全てが入れられたメモリを託し、バロウズや自分の運命に殺される前に自ら銃の引き金を引くのだった。
ジーノの協力のもと、ルーチェの追跡を逃れ船から脱出したノエル達。ジーノは自分の復讐のため、ノエルにバロウズの情報と深淵の情報とのトレードを持ちかける。
Season 11

Season 12
Season FINAL前編
Season FINAL後編 - Noel the Mortal Fate
ノエルたちがバロウズと対峙しているとき、フーゴはノエルたちのために少しでも囮になろうと、ドレッセル製鉄所に戻ってきていた。警察、ビアンコなどを蹴散らして製鉄所に火をつけているとき、フーゴは三すくみたちと会う。その後、テロ行為を鎮めるために来たドラットンと戦い、フーゴは歩くのもやっとな状況で戦い続け、ドラットンに止められる。フーゴとの話によって、ノエルたちはただの暴徒ではなく、社会に訴える手段としてテロをしているということに気づいたドラットンは、きっちり今までやってきたことの罰を受けることで、フーゴの罪を精算させることにした。
一方、バロウズは市民たちの熱狂によってすでに市長選挙が終わる前に始まりの悪魔になっていたという計算外な状況を前に、ノエルたちはモータル・リンカーや堕天の鎖でバロウズの攻撃を相殺する。一瞬でも市民の熱狂をそらすために、ノエルは最後のモータル・リンカーで想いを込めてピアノを弾く。その音色が結界を越えて市民に届き、ノエル達はバロウズに勝利することができた。しかし、命を使い切ったノエルと、「規約違反」を起こしたカロンは光の粒となって消える。
１年後、かつてのノエルの仲間達が起こした打ち上げで突然、１年前に消えたはずのノエルとカロンが２人で１組の悪魔として生まれ変わり、召喚される。ノエルは１年前と同じように、想いをこめて音色を奏でる。

## 登場人物
「声」はドラマCD版の担当声優を表す。
ノエル・チェルクェッティ
声 - 市ノ瀬加那
主人公。15歳。身長151cm。ピアノの名門チェルクェッティ家の令嬢。茶色がかった金髪とカシス色の瞳が特徴。
プライドが高く強気な一方で友人想いの心優しい少女。家系の関係もありピアノが大の得意で、自身もピアノに対しての思いは強い。「ですわ」などのお嬢様口調で話す。初めは我儘なところが多かったが、物語が進むにつれ精神的に大きく成長して行く。
若者たちの憧れである式典奏者の座を逃し、落ち込んでいたところ、「一番でなければならない」という自身のこだわりを市長ラッセル・バロウズに利用され、真夜中の廃ビルで大悪魔カロンと契約してしまい、その代償として両手足を奪われてしまう。瀕死の重傷を負うが代償についての説明を受けていなかったら事からカロンによって助けられ、間違った契約として代償を返す代わりに、彼からバロウズへの復讐を持ち掛けられる。最初は返答に戸惑っていたが親友のジリアンが巻き込まれ傷つけられた事によってラッセルへの反逆を決意し、再びカロンと契約した。その際に「第三の契約」も願い、右目を代償に左腕を取り戻す。
時に迷いながらも自分の信念を貫き通し、困難に立ち向かうその姿はカロンやオスカー、その他の仲間たちを惹きつけていく。
好きな動物は猫。契約前の容姿は赤いドレスにチョーカー、黒い上着を羽織り、契約後はカロンが持ってきた色違いの黒のドレスを身に着け、右目には眼帯をつけている。両足は義足。s8からはカロンの用意した黒のコートに白い短パン、黒い眼帯の姿で登場する。
復讐を決意して以降は逆に復讐心に取り憑かれ過ぎて暴走気味な所もあったが、カロンに制止されてからは落ち着いた。ジリアンが自身の敵になった際は再び復讐する事が正しいかどうか迷うも、復讐とジリアンの救う両方の願いを叶える事を決め、オスカーとの戦いではその決意から堕天を会得した。更にオスカーやフーゴ達を味方に着け、ラッセルに復讐するべく成長していく。
s8からはリベリオたちを振り切ってラプラスに入る場面で、カロンとの契約によってノエルの「捨て身になっても願いを叶えたい」という意思をそのまま力に変えるモータル・リンカーを使えるようになる。
魔人名は「被虐の魔女」。
カロン
声 - 梅原裕一郎
もう一人の主人公。代償と引き換えにあらゆる願いを叶える存在大悪魔の一人。身長206cm。カラスのような頭部と赤い瞳が特徴。普段は悪魔らしく冷酷な態度をとるが、ノエルに対し気遣いを見せる一面もある。その見た目から「鳥頭」「カラス」などと言われる事が多く、その度に「大悪魔だ」と訂正するのが定番になっている。
廃ビルにてノエルと契約を交わし代償として四肢を奪うが、直後にそれがラッセルとシビラの罠だと気づく。独自の悪魔の美学を汚されたことに怒り、ノエルを助けると同時に彼女に復讐を持ち掛ける。「悪魔の鎖」を自在に引き出すことができ、移動・捕縛・攻撃・ノエルの運搬に使えるなど、汎用性は非常に高い。この鎖に加えて、一般の人間より高い身体能力を持つが、もともと戦闘に特化した悪魔ではないことと、ノエルを庇いながら戦うことが理由で、しょっちゅう怪我をする。機械には疎かったり、雪だるまのことを知らなかったり、意外なところで世間知らずである。また頭は良いが、彼の高い力から脳筋な所もある。
ノエルとは痴話喧嘩が多く当初は彼女に振り回されてばかりだったが、次第に彼女の良き相棒として信頼を寄せあって行く。昔は大悪魔のイメージに相応しい、人の欲望を弄ぶ残忍な性格であったが、二人の契約者や、絶対の高みにある大悪魔の影響を受けて、考え方が変わっていく。
元はノエル達の因縁の相手であるラッセルと契約をしていた悪魔であり、市長になるのに協力する代わりに市長になった後彼の人生を破滅させる契約を交わしていた。当時はまだ良識のあったラッセルに対し、容赦の無い手段を取らせて彼を市長にするべく行動し、その中で彼との間に確かな絆も存在していた。しかし、自分と行動する内にラッセルは現在のような手段を問わない冷酷非道な人物となってしまい、更には契約の代償を踏み倒そうとする彼と訣別する事となった。
悪魔名は「赤眼の大悪魔」だが、それはカロンにとって言わば発展途上の自分に対する仮の名であり、後に己の大悪魔としての在り方に答えを見出した際、「慧眼の大悪魔」という真の悪魔名を明かした。それ以降は髪も伸び服装も貴族の様なものになり、モータル・リンカー
を使ってノエルたちを手助けしたり、慧眼の星海によってバロウズの弱点を暴いたりした。
ラッセル・バロウズ
声 - 細谷佳正
ラプラスの市民から絶対の信頼を得ている若き市長。32→33歳。身長180cm～185cm。オールバックにした銀髪に金眼が特徴。市長になる前や人前に出る時は眼鏡をかけているが、S8以降は常に眼鏡を外し、髪型も変わっている。表向きは市民を大切に思う好青年だが、裏の顔は目的の為なら手段を択ばない冷酷非道な性格。ラプラス市の支配に異常に執着しており、外部の干渉を嫌う。
コンクールで優勝を逃してしまい、プライドが傷ついていたノエルに誘惑の言葉をかけ、彼女を自らの計画である「スケープゴート作戦」の新たな犠牲者にする。その後、真実を確かめにカロンとともに市長官邸に侵入したノエルに自分の本性を見せ、それからは口封じのために二人を執拗に追いかける。
実はカロンの元相棒であり、「市長としての人生の破滅」を代償に、悪魔の契約を用いて市長に上り詰めた。市のイベントには必ず参加したり、毎朝5時に起きて仕事をしているなど、仕事熱心ではある。
s7にてノエルたちに追い詰められるも、彼はカロンの想像を超えた怪物に成長しており、契約の代償を踏み倒して得た強力な堕天の力により逆転する。その際に初めて魔人名が明かされた。
魔人名は「加虐の魔人」。
シビラ・ベッカー
ラッセルの秘書。28歳。身長165cm～170cm。ポーカーフェイスで感情をあまり表に出さない。茶髪のショートカットと青眼、赤い眼鏡が特徴。ラッセルに心酔している。
ラッセルの代理として廃ビルでノエルを待っていた。その時彼女に「あなたが式典奏者に選ばれなかったのは最近ラプラスに出没してきた海運会社ステラステージの社長が手を回していたからだ」と嘘の報告を告げ、ラプラスを守るためだと悪魔と契約させ、手足を失った彼女を海に落とした。この事からラッセルと同じぐらいノエルにとっては復讐すべき相手になっている。
学生時代は頭脳の高さから周囲を見下していたが、若くして市長の座に上り詰めたラッセルに尊敬の目を向けるようになり、彼の秘書として働くことに希望を見出していた。だがそんなある日、ラッセルに裏の顔を知らされショックを受けるが彼の元を離れず自らも悪魔と契約し「電気が通るものは何でも操ることができる」力を手に入れた（その代償として感情を焼き切られている）。悪魔と契約するまでは自身の感情や悩みを自身の携帯にメモしていたが、契約した後はアクエリアスに捨てた。
ノエルたちの次の行動がラッセルと繋がりのある海運会社のアクエリアスだと考えて待ち伏せし、彼等を罠に嵌めて海底迷宮へと落とした。海底迷宮から脱出し、海運会社アクエリアスを再度襲撃したノエルたちに様々な機械を操って戦うも敗れ、ラッセルの知られたくない情報を持って逃げようとするも失敗する。その後復讐心から自身に拳銃を向けるノエルとそれを止めたカロンを見て、自身の過去とカロンへの恨みを述べた。そこに現れたラッセルたちによってノエルたちは逃げるが、彼女がラプラスの秘密を知っていることもあって、最終的にラッセルに撃たれて命を落とした。
魔人名は「虚構の魔女」。
ジリアン・リットナー
ノエルと同じピアノ教室に通う彼女の親友かつ良きライバル。15歳。身長160cm。名門貴族のノエルとは逆に彼女の家は貧乏である。ピアノ教室の中でもずば抜けて才能を発揮していた彼女をひそかに目標としていた。水色のショートカットと紫色の瞳が特徴で、一人称は｢ボク」。心優しく、親友のノエルを誰よりも大事に思っている。今年度のラプラス・ピアノコンクールで最優秀奏者に選ばれた。正確なピアノを得意とする努力家であり、ノエルのような感情のこもったピアノを目指している。
ノエルとカロンが市長官邸に侵入した後日、彼らをおびき寄せるためにボマーに誘拐され重症を負うが、無事救出された。
その後ノエルの復讐を止めるために自らも大悪魔シーザーと契約を交わし、彼女の前に立ちふさがる。自分の知る「理想」のノエルに固執し、カロンなどのノエルに悪影響を及ぼすと判断した人物に容赦なく襲いかかるが、製鉄所で堕天の力を手にした「今」のノエルに敗北。式典当日に自身の代償が強くなるのを承知の上でシーザーの拘束を減らしてノエルの前に立ちはだかり、自分の出せる限りの力でノエルとカロンと交戦するも追い詰められ自身の敗北を認める。そしてノエルと和解しようとするも契約のシステムによって強制的にシーザーの拘束が解けその影響で五感を失ってしまう。しかし、シーザーの見せた「時の狭間」で自身を友達として見捨てなかったノエルによって助けられる。以降の消息は不明だったがシーザーが契約を放棄したので代償は徐々に戻り、ただの人となったがSeason FINAL前編ではノエルたちをシーザーから受け継いだ嘆きの風で助けている。
魔人名は「偏執の魔女」。
シーザー
ジリアンと契約した大悪魔。全体がフードで隠れているため容姿がはっきりとされていない。強大な力を抑えるために拘束されていながらもカロンを圧倒するほどの戦闘力を持っている。基本は無口であり、喋ることが少ない。
式典当日にジリアンによって一部の拘束が解かれるも、堕天したノエルとカロンの力により敗北する。しかし契約のシステムによって拘束が完全に解かれてしまい、フードの下が猛禽類を想わせる頭部をしており、白を中心としたスーツを着ていたことが判明する。その力でノエルたちを「時の狭間」に連れ込み、彼女にジリアンとの今までの因縁について問いかけ、意志の強さを試す。そしてノエルが想いを曲げずにいたことによりその答えを受け入れ、ジリアンとの契約を放棄することを告げる。カロンに助言を残し、現実世界に戻ると同時に光となって消滅した。
悪魔名は「悠久の大悪魔」。
フーゴ・ドレッセル
声 - 杉山紀彰
市街地で有名になっている、ラッセルに雇われた爆弾魔。通称、爆弾魔＜ボマー＞。21歳。身長170cm～175cm。s1とs7ではガスマスクを着けている。素顔は火傷痕を持つ金髪緑眼の青年。兄以上に口が悪く、自分勝手な性格をしており、カロンのような大悪魔と真正面から戦いたがる戦闘狂。その性格とラッセルの命令とはいえジリアンに怪我を負わせた事からノエルからは野蛮人だと思われている。一方で仲間想いな所もあり戦闘などに関しては頭も回る。
事故で家族を失い家を焼かれ、その時の炎に魅入られ悪魔と契約し、炎を自在に操る力を手に入れる。その根底には病弱だった兄を中心に下を向いていた家族への想いがあり、炎に魅入られたのも望まない形ではあったが自分の世界を一瞬にしてひっかり返した事が原因。
ラッセルの命令でジリアンの家を爆破し彼女を自分のアジトである廃製鉄所に連れて行き、ノエルたちを待ち構える。カロンと闘い自分の方が有利になりつつあったがノエルが蹴り倒した鉄骨の下敷きになって重傷を負い、敗れる。その後は警察に連れて行かれ治療を受けた後に特別独房へと入れられた。
その後、カロン救出のために自分に協力を持ち掛けるため、オスカーの助けによって独房に侵入したノエルと再会し、以前と比べて見違えるほど変わった彼女に興味を持ち、説得を受け入れ脱獄する。その後は製鉄所で部下たちを引き連れ、カロン奪還作戦を計画する。常にノエルと共に行動しその圧倒的な力で奥まで進んだがジリアンを本当の意味でぶっ飛ばせるのはノエルだけだと感じ、ノエルを先に進ませるべくジーノと交戦する。
彼の堂々とした在り方に惹きつけられる者は多く、廃製鉄所の面々も彼に魅せられ自然発生的に集まったものである。ちなみにその内の3人、パイソン・スラッグ・トードの名前は、彼が3人を見て三竦みの寓話を思い出してつけたコードネームだった。
魔人名は「爆熱の魔人」。
オスカー・ドレッセル
声 - 佐藤拓也
s4から登場する警察隊隊長。通称、切り裂き魔＜リッパー＞。23歳。刈り上げにピアスなど、警察官らしからぬ容姿の青年。金髪で緑眼、目の周りに濃い隈が出来ている。彼が考える「ゴミクズ」相手には口は悪いが、仲間になったノエルには優しく、上司であるジーノに対して敬語を使うなど礼儀正しい。根は真面目で、ミスティに来たとき、「イカサマは感心しない」など、少しズレたところもある。。一ヶ月の拷問にも沈黙を貫くほどの、高い精神力を持つ。二本の剣を武器に使う二刀流。魔人斬りとも呼ばれており、堕天まで会得していたりと戦闘能力は非常に高い。
上司の指示と個人的な憎しみの為、ノエルとカロンを追う。
その正体はボマーことフーゴ・ドレッセルの実兄。幼い頃は入退院を繰り返すほど病弱だったが、愛する両親と自分を笑わせてくれる弟に囲まれていたため不満はなかった。しかし、病状が安定したことで自宅で家族と過ごしていた時、悪魔と魔人による事故に巻き込まれ両親を失い、弟が行方不明になってしまう。
親戚に相手にされずにいた矢先、ジーノに引き取られ、彼の元で生活を始める。弟を探すため、悪魔や魔人の被害にあっている人を救うため警察官になる道を選び、体を鍛えた。だがある日、魔人ボマー捕獲作戦にて彼こそがずっと探し続けていた弟のフーゴであることを明かされ、ショックを受ける（フーゴの方はオスカーが病弱な事もあり彼が死んだと考えていた）。彼の魔人の力の前に敗れるが諦めきれず、フーゴを連れ戻すため、ジーノの紹介で自らも悪魔と契約し、体を硬質化する力を手に入れた（その代償として悪魔や魔人を斬った時の傷を自分も負う体になる）。
ノエルとカロンが先にボマーを倒してしまった事で目標を失ってしまい、彼らがどんな人物かを確かめるために行動を起こし、彼等が住処から逃げた先に待ち伏せた。カロンに重傷を負わせ、ノエルに自分の願いのために全てを捨てる覚悟があるかを問う。質問に対して迷いを見せるノエルに失望し、堕天を発動して追い詰めるもその場に通った電車に乗り込まれ逃げられる。その後ノエル達を罠に嵌め、ノエルの両方の願いを捨てないという覚悟を聞き、電車の上で再度戦闘を繰り広げるも敵の事しか見ていなかった事が災いして低くなった天井に激突し重傷を負う。それでも執念で立ち上がり電車もろとも吹き飛ばそうとしたが、堕天したノエルに敗れる。その後ノエルと和解して仲間になるが直後にシーザーに胸を貫かれ、ジーノにも「キチガイ」と罵られ捨てられる。カロンが連れて行かれた後、ノエルにボマーが収容されている独房への地図と牢屋のカギを渡し、彼を頼るようにと告げ、彼女の手助けをした。その後病院に運ばれ異常な回復力で目を覚まし、カジノ「ミスティ」でフーゴがジーノに追い込まれたときは、怪我を差し置いて彼を助けに現れている。また、名字を「D」としていたのも、弟が爆弾魔のフーゴと関わりがあるということを隠すためだったので、そのときからは「ドレッセル」と名乗っている。
魔人名は「正義の魔人」。
ジーノ・ロレンツィ
声 - 竹内良太
ラプラス警察管理官でありオネエ。s3では名前のみだったがs4でメインキャラクターとして登場する。桃色の髪と青眼が特徴。
バロウズとは彼が市長になる前からの顔見知りであり、カロンの事もよく知っている。事故で親を亡くしたオスカーの保護者兼上司。ラプラス警察のトップにふさわしい戦闘力を持ち、その力は分厚いシャッターを持ち上げ、武闘派の魔人二人を相手に互角の闘いができるほど。
マダム・コフィンと同様、「自分の力以外は信じない」ことを信念とし、部下もラッセルもただ利用し、利用される関係としか考えていない。しかし「自分が引き取って育てたオスカーの事も信用していなかったのか」というフーゴの問いに対して「もちろん信用していなかった」と答えるまで僅かに間があったなど、オスカーに対しては情があるように見える一面もある（小説ではフーゴから心の中で嘘と見破られていた）。
s6にてカジノの崩壊に巻き込まれたが、命を落とす寸前に消防隊に救助された。その後バロウズに暗殺されかけた復讐のため、s10にてビッグゲームの裏方に紛れて、ノエル達の前に姿を現す。
またSeason FINAL前編では、ルーチェとの関係が見られる。
パイソン
声 - 羽多野渉
ボマーの部下であり、かつてラプラスにはびこっていた二大マフィアの一つ「ロッソファミリー」の残党の一人。26歳。あだ名の由来は「ヘビのように頭が回ってずるがしこいから」。部下の中では彼とは一番付き合いが長い。常にスマートグラスを身に着けている。クールで紳士な一方で腹黒くサディストな一面もある。
本名はラウロ・マエストリ。かつて若くして起業したが、街の暗黙の了解を破ったことでマフィアに揺すられ、その一員となった。マフィア時代に入れた全身の入れ墨のせいで、ファミリー消滅後もカタギに戻れずにいたところでボマーに出会い、彼のカリスマ性に惹かれて傍にいると決意する。
トード
ボマーの部下の一人で褐色の肌をした女性。18歳。あだ名の由来は「カエルみたいにハスキーボイスで口が悪いから」。愛用の鉄パイプ「ゴールデンスパイクドラゴン」を使って戦う。乱暴な言葉遣いが目立つが面倒見が良く、ミスティにて金で何でも解決しようとしていた男に説教して更生させたり、落ち込むノエルを励ましたりした。
本名はゾイ・タスカ。かつて犯罪を強要する彼女の両親に反発し、家を飛び出してボマーのもとへ訪れた。当時は両親の抑圧の影響でかなりおとなしく、すぐ人に謝る少女だった。
スラッグ
ボマーの部下の一人で口元を布で隠している少年。17歳。あだ名の由来は「ナメクジみたいにジメジメしていて陰鬱だから」。毒ガススプレーを使った戦闘が得意。あまり激しい戦いを好まない発言をするが、スプレー系のものでの戦闘を始めると人が変わったようにテンションが上がる。
本名はアガタ・フラッツ。幼い頃に母親が殺人を犯して逮捕されたため児童養護施設で育つが「犯罪者の子」として周囲に邪険に扱われていたため居場所がなく、施設を飛び出してボマーに弟子入りを志願した。口元の布は顔面にある大きな傷を隠すためのもの。当時は舐められないため虚勢を張り、口調も荒く、典型的なチンピラファッションを着ていた。
コフィン・ネリス
ラプラスカジノ「ミスティ」のオーナー。通称「マダム・コフィン」。51歳。左目に眼帯をしており、その他の部位も義肢で補っている。凄腕のギャンブラーであり、かつて前オーナーとのゲームで勝利を掴み、ミスティを丸ごと買収してその座に就いた。
精神力が格段に強く物怖じしない性格である。仲間を持たずに常に一人で行動してきた為、「自分以外を信じない」という信念を持つ。s6のノエルとの勝負では「仲間たちは自分一人だけに大事な役を押し付けて生贄同然にした」という揺さぶりの言葉をかけ精神的に追い詰めた。カジノ崩壊後は行方を眩ませていたが、ラッセルとの賭けに負け失った"自由"を再び取り戻すため、「最初で最後のビッグゲーム」を開催し、自決により自らの運命と決着をつけた。
ギャンブルを楽しむために半身を代償にして悪魔と契約した魔人であり、彼女の賭けは、勝ちは起こりうる最大の勝ちに、負けは起こりうる最大の負けになる。
魔人名は「運命の魔女」。
アンセルモ・アンブロ―ジオ
新生ビアンコファミリーの幹部。24歳。ジーノ曰く「殺人技術は確かだけど遊び癖がある」。パイソンとは過去にも面識があるらしい。
てんちょー
「小悪魔商店」の店長であり、傷薬や活性剤などをPと引き換えに売る。本人は「悪魔ではない」と言っているが、カロン曰く「正体を隠す力もない小悪魔」らしい。
リベリオ・ストラーダ
OCT少尉兼第三部隊隊長。19歳。オレンジ色の髪に水色の瞳が特徴で、額に傷がある青年。甘党。
若くして部隊長の座についてはいるものの、不真面目な態度が多く周囲から軽んじられている。魔人であり、強靭な肉体と不死身に近い超再生能力を持つが、契約の代償として殺人衝動を抱えており、衝動に抗うために自ら全身に拘束具をはめている。とある理由から単独でノエルたちを探し出し、話し合いを求める。
過去に魔人と大悪魔のコンビと戦って敗北した経験があり、生きるため、仲間の命を助けるため、仕方なく魔人（という名の大悪魔のオモチャ）となった。以来、意思だけではどうにもならないこともあると、現実を重視するようになる。
魔人管理コードは"Living dead"。
スピカ
リベリオに付き添う、珍しい幼女型の大悪魔。2本の角と、額に逆十字の烙印がある。
性格は外見とは裏腹に残虐で冷酷だが、雪だるまを作って遊んだり、子供と言われると怒ったりするなど子供っぽい一面もある。気まぐれで、自身の楽しみを優先して行動する。見た目に反し、契約者をひと目見ただけで契約した大悪魔がわかるなど、かなり高位の悪魔と思われる。
その戦闘力は、怨恨の力を自在に操り、ノエルの堕天の鎖でも動きを封じきれないなど非常に高い。s8にてカロン相手に圧倒的な力を見せ、彼の未熟さを指摘し、大悪魔の役目を思い出すように突きつけた。リベリオを魔人にした張本人で、契約の代償として彼の殺人衝動を自由に引き出すことができる。
悪魔名は「告死の大悪魔」。
ルーチェ・マリー
OCT中尉兼第二部隊隊長。31歳という建前だが、悪魔との契約で1000年の寿命を持ち、すでに長い年月生きている。青く長い髪に白いマフラーをしている女性。
彼女の指揮する部隊は決して損害を出さないらしく、ラッセル曰く階級以上の策士らしい。調査能力も非常に高く、ラッセルの裏の顔や「ラプラスの深淵」という単語にも自力でたどり着いていた。国や軍隊を古いものと捉え、ラプラスでは軍の思惑と別に個人で行動している。また軍には隠しているものの実は魔人であり、制限はあるものの、視界内の敵の時間を凍結させ、問答無用で動きを止めることができたり、フーゴと同じように炎を操ったり、オスカーと同じように硬質化も使える。
物腰柔らかで誰に対しても敬語を使うが、年齢の事を指摘されると態度を変える。リベリオに「いい歳」と言われたときは、目が据わっていた。ちなみにスピカは彼女を年増と呼び、からかっているらしい。
ドラットン・ベルクマン
OCT少佐兼第一部隊隊長。55歳。逆立った髪と無精ひげを生やし、常に葉巻を加えている。
隊の中ではトップクラスの強さを誇り、鬼将の異名を持つ。ルーチェ曰く「戦争」そのもの。功績は多いが人質を軽視しているため、とある強行作戦で人質の6割を犠牲にしたことがある。過激な思想で有名だがラッセルの本性を見破っているなど鋭い一面も持っている。「ラプラスの深淵」についても何か知っているらしい。
ノエルたちを暴徒とみなし、敵に回っているが、ラッセルの敵でもある。
魔人としての能力は、非常に強力な炎熱を放つ武器を無尽蔵に生産できる、通称「赤熱武装」。その火力・戦闘力はボマーを大きく上回る。欠点として定期的に放熱を繰り返さねば、あまりの高熱に自滅してしまう。
魔人管理コードは"Arsenal"。

## 用語
大悪魔
「悪魔の契約」により、代償を貰う代わりに超常的な力で何でも願いを叶える存在。この願いを叶える力は絶対であり、そのため表向きでは悪魔の契約は多くの国では法律で禁止されている。契約の代償は契約した悪魔が好きに決定できるが、悪魔も契約を放棄することは許されず、放棄すると悪魔は消滅してしまう。彼らは機械ではないので、例外的に契約をキャンセルできる場合もあったり、オプションを付けることもできるなど、多少の融通は利く。人間の欲望や風評から生まれる者であるため、その容姿は基本的に人ならざる姿をしている。向こうから現れ人を誘惑する程度の小悪魔とは異なり、定められた儀式によって召喚されるが、強力な悪魔ほど召喚には手間がかかる。（例）魔法陣を描き、中心にカラスの血を垂らす。
魔人
悪魔と契約をした人間の通称。悪魔召喚は犯罪行為であるため、通常は秘匿されるものだが、稀に魔人であることを誇りとし、自分から魔人名を名乗る者もいる。
堕天
契約の後も、それに対して強い意志を抱き続けている魔人に稀に現れる現象。瞳が赤くなり、周りに黒いオーラが立ち込めているのが特徴。契約による悪魔の力が増幅し人間離れした身体能力や回復力を手に入れる代わりに身体的負担も大きく寿命を大幅に縮める恐れがある。堕天に至った魔人は、通常は死ぬような重症も自然治癒力で治すことが可能である。
ラプラス市
古くからある小さな港町。昔はロッソファミリーとビアンコファミリーという二つのマフィアによって支配されていたが、当時市議員だったラッセルによって一掃され、平和がもたらされた。「ラプラスの深淵」という、外に漏れれば歴史に悪名が残るほどの機密を抱えている。
ラプラスの深淵
国と市が一体になって100年以上守ってきた国家機密。ラプラス市長は機密の管理者であり、ラッセル・バロウズの父エラルドは、熱狂的な愛国者だったため国に選定された。また彼は深淵の管理体制を強固にするため、市の重鎮を集め、ラプラス元老院（通称「会」）を設立した。
式典奏者
ラプラス市の記念式典にてピアノを奏でる奏者。ピアノを伝統とする市の若い奏者にとっては最大の名誉であり、目標であり、憧れ。毎年開催されるピアノコンクールの優勝者が担当する。清く美しい音楽には退魔の力が宿り、一年の間災いを退けると言われる。
OCT
対テロ部隊 "Order to Control Terrorism" ＜テロを制圧する秩序＞の略称。警察と異なり、市民保護や治安向上ではなく、テロ組織の鎮圧を目的とする国家直属の軍隊。戦闘力は高く、対魔人戦のノウハウも持つほか、非公式ながら魔人が正式に所属している。
魔人管理コード
OCTに所属する魔人の一人ひとりに割り振られているコード名。

## 書誌情報

### 漫画
被虐のノエル
KADOKAWAの『コミックジーン』で2017年3月15日から連載されている。 既刊8巻。作画はしゃもじ。
| 巻数 | 発売日         | ISBN              |
| ---- | -------------- | ----------------- |
| 1    | 2017年8月26日  | 978-4-04-069364-4 |
| 2    | 2018年2月27日  | 978-4-04-069620-1 |
| 3    | 2018年8月27日  | 978-4-04-065043-2 |
| 4    | 2019年3月27日  | 978-4-04-065589-5 |
| 5    | 2019年12月27日 | 978-4-04-064354-0 |
| 6    | 2020年7月27日  | 978-4-04-064753-1 |
| 7    | 2021年4月27日  | 978-4-04-680583-6 |
| 8    | 2022年1月27日  | 978-4-04-681034-2 |

ひぎゃくのノエルちゃん
ゲームマガジンのTwitterとKADOKAWAの『ヤングエースUP』で2017年3月22日から2018年8月24日まで連載。全2巻。作画はつくしろ夕莉。
| 巻数 | 発売日       | ISBN              |
| ---- | ------------ | ----------------- |
| 1    | 2017年9月4日 | 978-4-04-106018-6 |
| 2    | 2018年9月4日 | 978-4-04-107366-7 |

### 小説
KADOKAWAより発売。既刊4巻。著者は諸口正巳。
| 巻数 | 副題              | 発売日         | ISBN              |
| ---- | ----------------- | -------------- | ----------------- |
| 1    | vow revenge       | 2017年5月31日  | 978-4-04-734651-2 |
| 2    | falling down      | 2018年3月20日  | 978-4-04-735066-3 |
| 3    | Family of "VERDE" | 2018年9月29日  | 978-4-04-735370-1 |
| 4    | Look at me        | 2019年10月31日 | 978-4-04-735563-7 |

### ファンブック
KADOKAWAより発売。監修はカナヲ。
| 巻数 | 発売日         | ISBN              |
| ---- | -------------- | ----------------- |
| 1    | 2017年12月28日 | 978-4-04-734929-2 |

## ドラマCD
『被虐のノエル SEASON 0 〜叛逆〜』は、2019年4月24日に東宝（TOHO animation RECORDS）より発売されたドラマCD。
本編から4年前のフーゴとバロウズの出会い、そして2年前の「冬の音楽祭事件」について描かれている。

### スタッフ
- 原作・脚本原案・監修：カナヲ[9]
- 脚本：藤下元気[9]
- 音響監督：飯田里樹[9]
- 音響制作：Dugout[9]
- ノエルピアノ曲：中島慧[9]
- 製作：2019 カナヲ/ドラマCD「被虐のノエル」製作委員会[9]

### イベント
発売を記念し、2019年4月27日と28日のニコニコ超会議2019において、物販ブースでの購入者を対象に、原作者・カナヲのサイン会とノエル役・市ノ瀬加那のお渡し会が開催された。
また、ヴィレッジ・ヴァンガードでの購入者を対象に、2019年5月3日に大阪、5月18日に福岡、5月19日に名古屋でそれぞれ原作者・カナヲのサイン会が開催された。